# Schloss Fasanerie (Eichenzell)

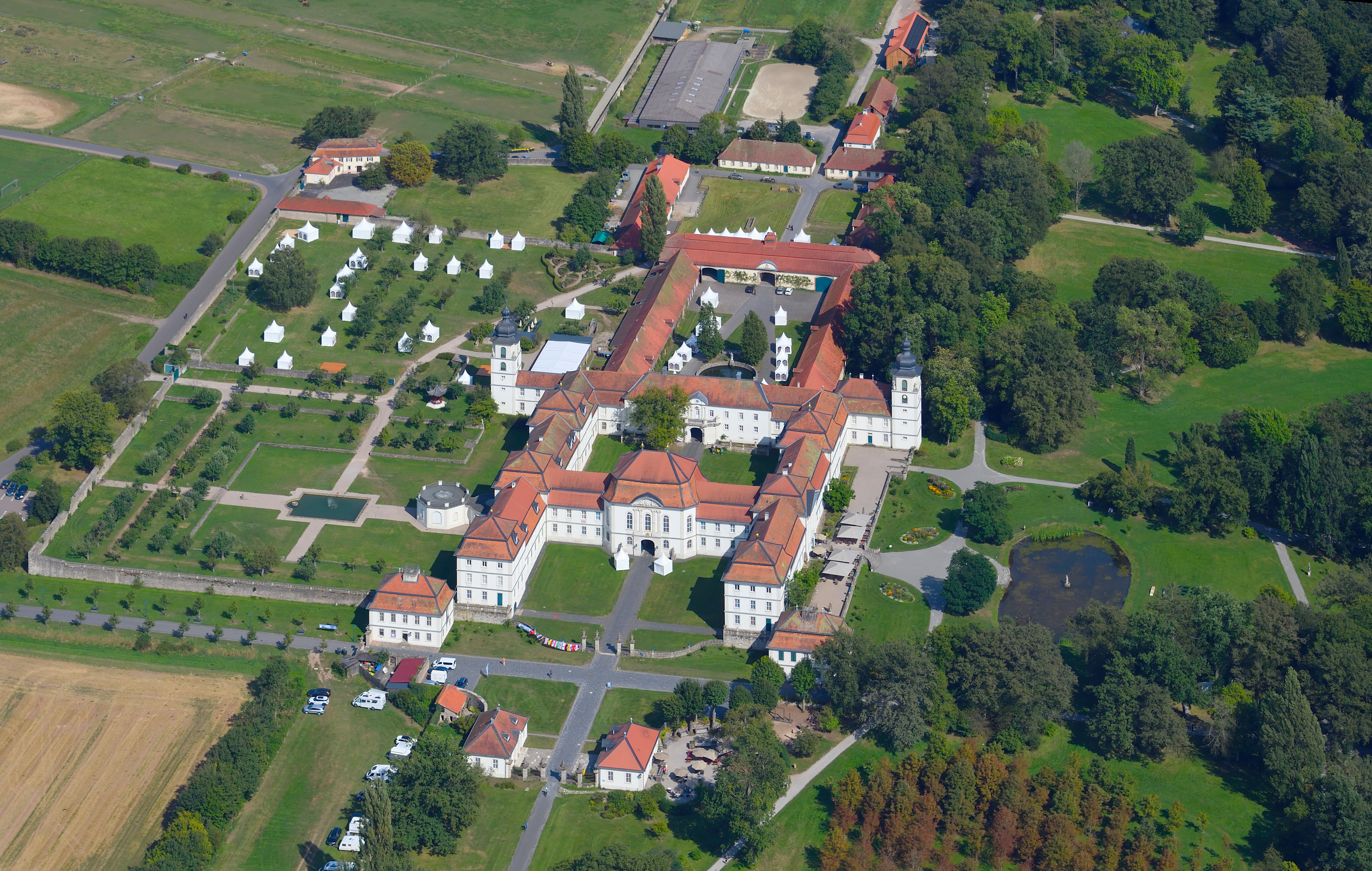
Luftbild des Schlosskomplexes

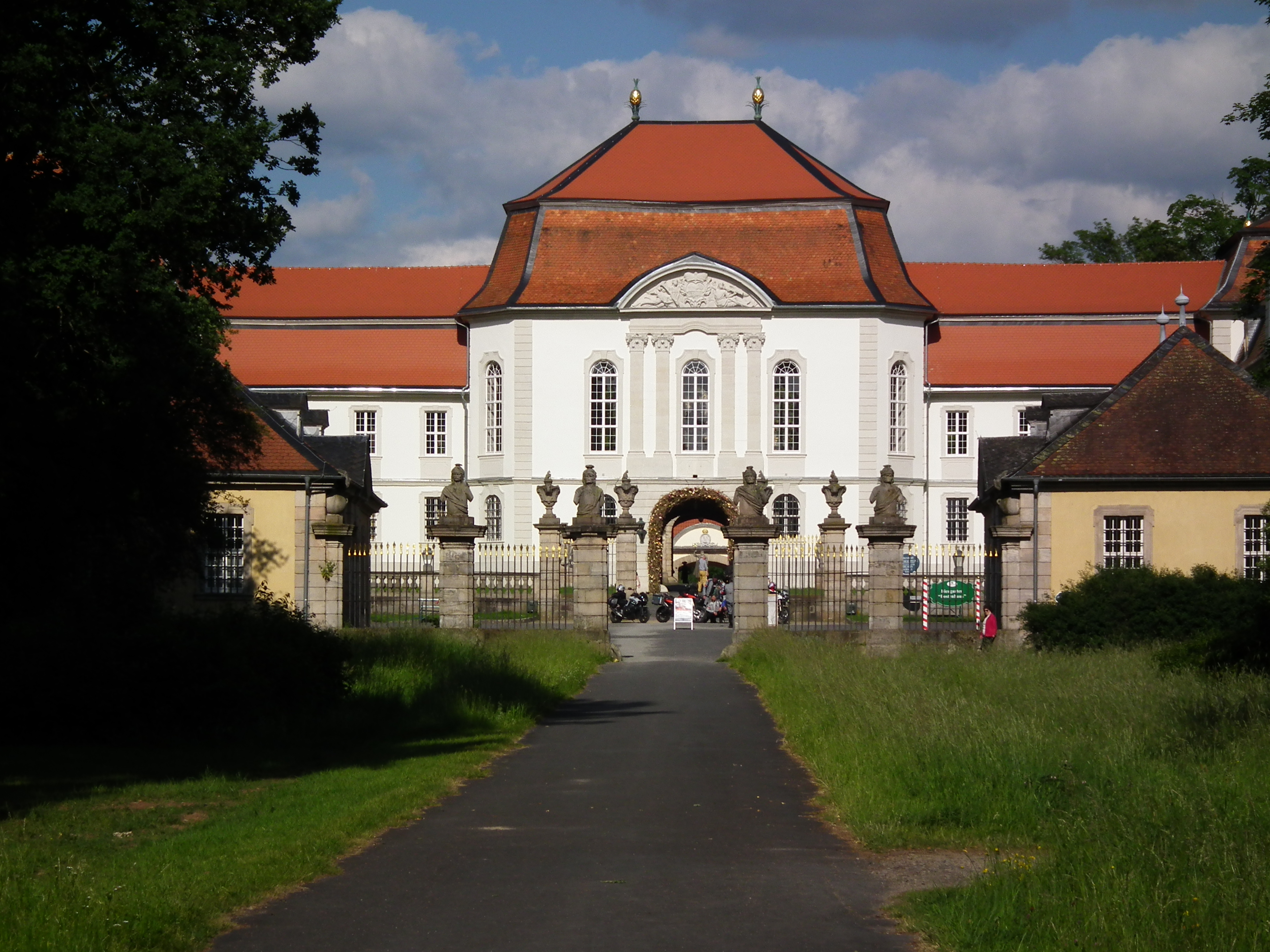
Restaurierte Mittelpartie mit historisch korrekter Farbgebung (Juni 2012)

Schloss Fasanerie ist ein Schloss in Eichenzell bei Fulda. Das ursprünglich nach dem fuldischen Fürstabt Adolph von Dalberg als Schloss Adolphseck bezeichnete Gebäude aus dem 18. Jahrhundert wird von der Museumsverwaltung als Hessens schönstes Barockschloss bezeichnet und ist für Besucher zugänglich.

## Geschichte

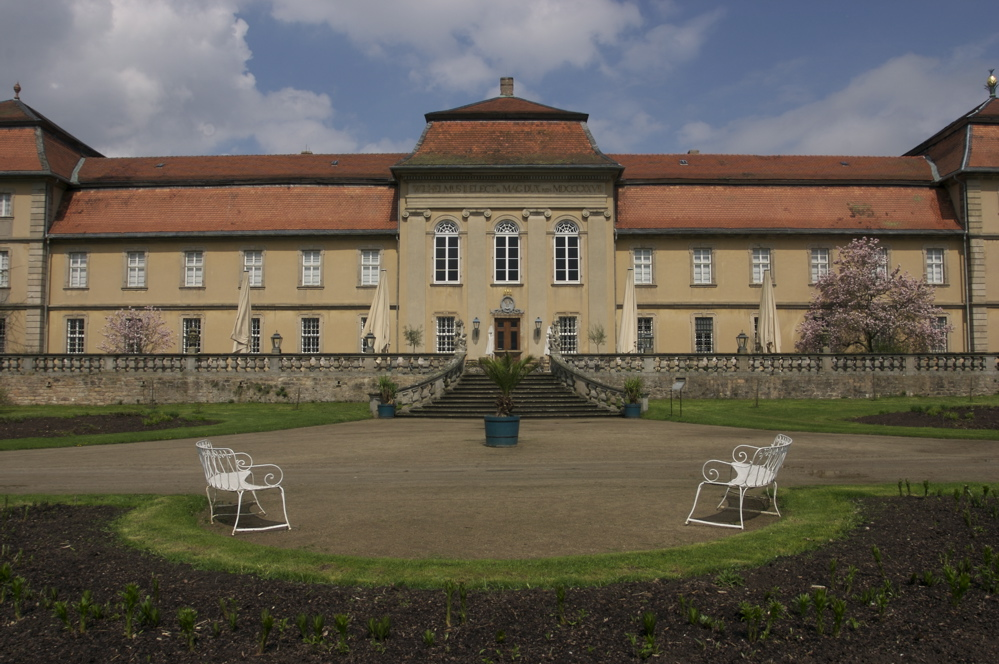
Schloss Fasanerie, südlicher Seitenflügel

Um 1710 erfolgte die Erbauung eines bescheidenen Landschlösschens unter dem fuldischen Fürstabt Adalbert von Schleifras, vermutlich unter Johann Dientzenhofer.
Ab 1730 erfolgte der Ausbau des Schlosses unter dem Fürstabt Adolph von Dalberg. Dieser Bau schließt mit seiner Torfahrt den zweiten Schlosshof heute noch im Osten ab. Bis 1757 wurde es unter Fürstbischof Amand von Buseck nach Plänen des fürstäbtlichen Hofbaumeisters Andrea Gallasini prächtig ausgebaut. Mit der Säkularisation des Hochstiftes Fulda durch den Reichsdeputationshauptschluss  1803 gelangten die fuldischen Besitzungen an Nassau-Oranien-Fulda, das wiederum 1806 von Napoleon I. annektiert und 1810 Teil des Großherzogtums Frankfurt wurde. Als Folge des Wiener Kongresses gelangte die Provinz Fulda 1816 an das Kurfürstentum Hessen. Das Schloss diente bis zur Mitte des 19. Jahrhunderts als Sommerresidenz, nach der Annexion Kurhessens 1866 durch Preußen wurde der Besitz enteignet und schließlich 1878 an Landgraf Friedrich Wilhelm von Hessen-Kassel wieder als private Residenz übergeben. Seine Frau Prinzessin Maria Anna von Preußen bewohnte den Komplex bis 1918. Im Zweiten Weltkrieg erlitt das Schloss schwere Beschädigungen.
Schloss Fasanerie gehört heute der Hessischen Hausstiftung. Im Jahr 1951 konnten die ersten Schauräume eröffnet werden, das heutige Museum wurde 1972 eingerichtet. Im Schlossmuseum wird ein großer Teil der Kunstsammlung des Hauses Hessen ausgestellt, darunter befinden sich eine bedeutende Antikensammlung und eine umfangreiche Porzellan-Sammlung.
Seit 2010 finden umfangreiche Sanierungs- und Renovierungsarbeiten statt, die nach vorsichtiger Schätzung voraussichtlich 7,5 Mio. Euro kosten werden. Hierbei erhält das Schloss auch wieder seine ursprüngliche Außenfarbe in einem gebrochenen Weiß. Das in älteren Aufnahmen ersichtliche Ockergelb war erst in den 1970er-Jahren erstmals aufgetragen worden.

## Baulichkeiten

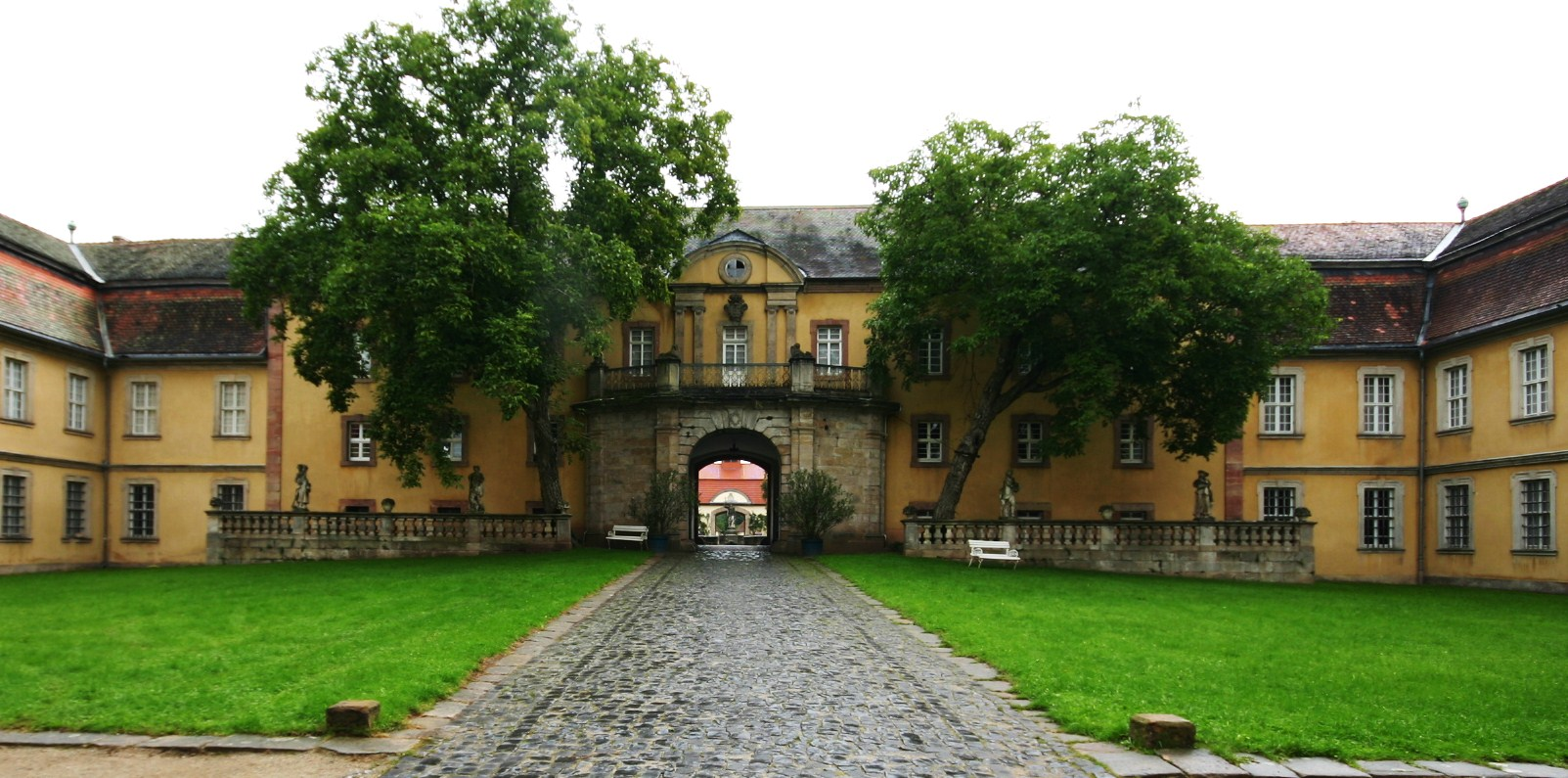
Das sogenannte Schlösschen, von Johann Dientzenhofer errichtet

Das Schloss ist ein Komplex von mehreren Gebäudeflügeln um eine Abfolge von Höfen. Den Ursprungsbau bildet das alte Schloss (sog. Schlösschen, erbaut durch den Fuldaer Dombaumeister Johann Dientzenhofer), das in der Mitte der Anlage gelegen nördlich und südlich von zwei Türmen flankiert wird. Östlich schließen sich dort zwei Wirtschaftshöfe mit einem bis in die Gegenwart betriebenen Gestüt an, westlich folgen der nahezu quadratische Innenhof, sowie der mittig vom Festsaalbau begrenzte Ehrenhof, der auf die Erweiterungen unter Gallasini zurückgeht.

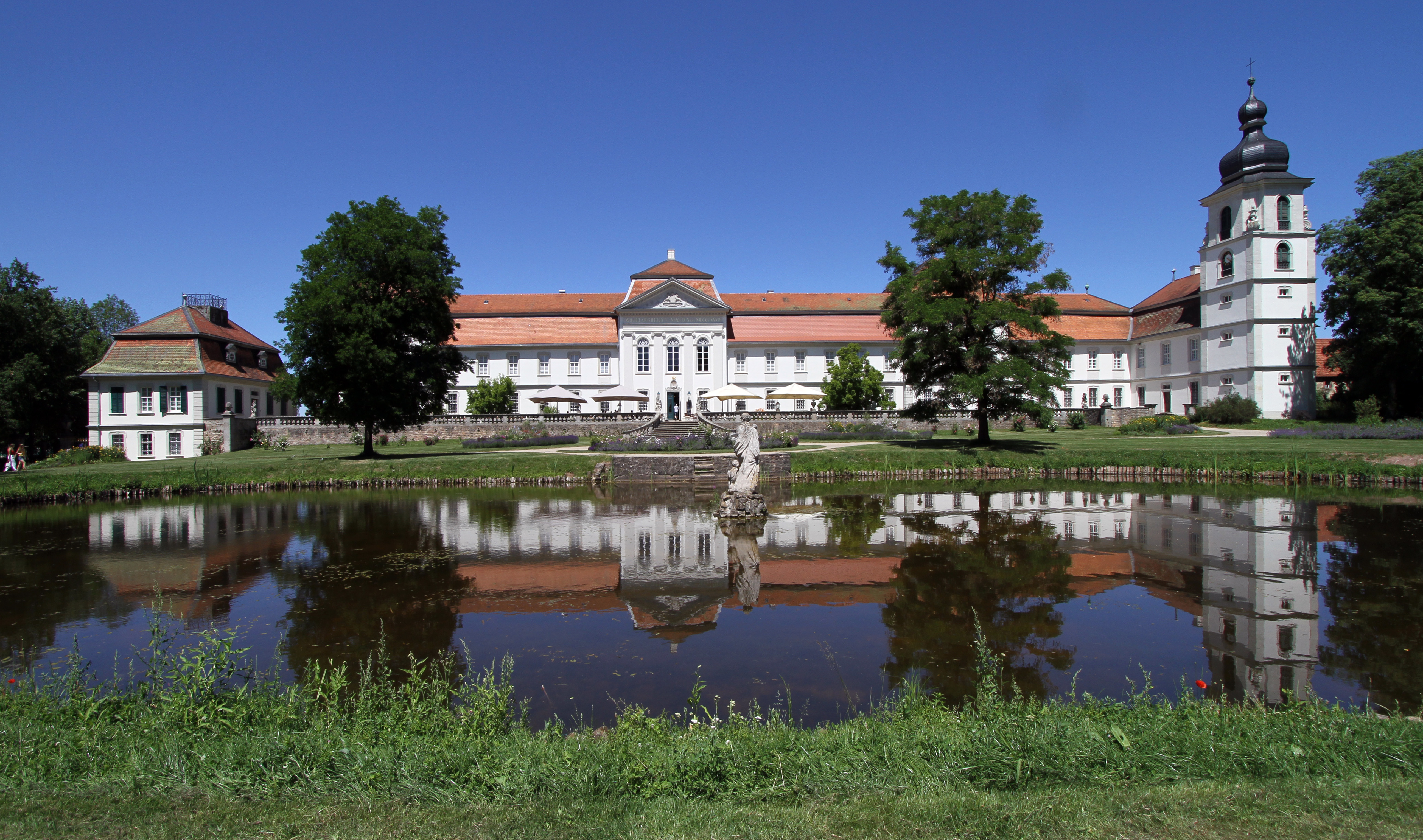
Gartenfront

Das Schloss war einst von einem Barocken Garten umgeben, der heute nur noch in seiner Grundstruktur zu erkennen ist. Allerdings zeugt zum Beispiel das Japanische Teehaus noch von der glanzvollen Pracht des ausgehenden Barockzeitalters. Zum Anwesen gehört ein großer Park mit einer Vielzahl verschiedener Baumarten, an der Gestaltung wirkte der Naturforscher Carl von Linné mit. Umgeben ist dieser Park mit einer bis zu sechs Meter hohen Natursteinmauer.